# Nigrische Sozialdemokratische Partei
Die Nigrische Sozialdemokratische Partei (französisch Parti Social Démocrate Nigérien-Alhéri, Kürzel: PSDN-Alhéri) ist eine politische Partei in Niger.

## Geschichte
Die Nigrische Sozialdemokratische Partei entstand in der Zeit des demokratischen Umbruchs nach der Militärherrschaft unter Seyni Kountché. Ihr Gründungsdatum ist der 18. Mai 1992. Der erste Parteivorsitzende des PSDN-Alhéri war Mallam Adji Waziri. Ihm folgten zunächst Gagara Gréma, dann Kazelma Omar Taya im Amt. Die drei Politiker stammten aus der Region Diffa im Osten des Landes. Dort besitzt die Partei ihre Hausmacht.
Bei den Parlamentswahlen von 1993, den ersten seit Einführung des Mehrparteiensystems, gewann der PSDN-Alhéri einen von 83 Sitzen in der Nationalversammlung. Er schloss sich einer gegen die ehemalige Einheitspartei MNSD-Nassara gerichteten Parteienallianz an, der unter anderem die CDS-Rahama und der PNDS-Tarayya angehörten und die zusammen 50 Abgeordnete in der Nationalversammlung aufwies. Bei den Präsidentschaftswahlen von 1993 erreichte der PSDN-Alhéri-Kandidat Kazelma Omar Taya mit 1,82 Prozent der Wählerstimmen den siebten Platz. Die Parlamentswahlen von 1995 brachten der Partei eine Erhöhung auf zwei von 83 Mandaten. Sie gehörte zu den Unterstützern von Staatspräsident Mahamane Ousmane (CDS-Rahama), der 1996 bei einem Militärputsch gestürzt wurde. Die darauffolgenden Parlamentswahlen von 1996 wurden vom PSDN-Alhéri boykottiert.
Im Jahr 2001 übernahm Issaka Labo den Parteivorsitz. Labo stammt aus der Region Maradi. Bei den Parlamentswahlen von 2004 gelang der Partei mit einem von 113 Sitzen der Wiedereinzug in die Nationalversammlung. Bei den Parlamentswahlen 2009 verlor sie diesen Sitz wieder. Der PSDN-Alhéri unterstützte bei den Präsidentschaftswahlen von 2011 den MNSD-Nassara-Kandidaten Seini Oumarou, der sich jedoch Mahamadou Issoufou vom PNDS-Tarayya geschlagen geben musste. Der PSDN-Alhéri schloss sich daraufhin noch 2011 einer Parteienallianz an, die zusagte, die Regierung Issoufous bei ihren Vorhaben zu unterstützen. Bei den Parlamentswahlen 2016 trat der PSDN-Alhéri in einem Wahlbündnis mit dem MNRD-Hankuri an, das sechs von 171 Sitzen in der Nationalversammlung gewann. Infolge der Parlamentswahlen von 2020 sind beide Parteien nicht mehr in der Nationalversammlung vertreten.